# 比伊克 (密蘇里州)
比伊克（英語：Buick）是位於美國密蘇里州艾昂縣的鬼鎮。

## 歷史
比伊克的郵局於1918年設立，其後於1955年停運。

## 地理
比伊克所處的海拔為高於海平面441米（即1447英呎），而該地所採用的時區為UTC-6，即北美中部時區（CST）。同時該地設有夏令時間，為UTC-6調快一小時，即UTC-5（CDT）。